# General Sherman (árvore)

Árvore General Sherman

General Sherman é uma sequoia-gigante conhecida por ser a mais volumosa árvore do mundo. Estima-se o seu volume em 1487 m³ e a sua idade entre 2300 a 2700 anos. Apesar do volume não é uma das mais altas do mundo, tendo sido avaliada em 83,8 m de altura, menos que outras no parque onde se encontra, o Parque Nacional da Sequoia (Sequoia National Park), a leste de Visalia, no norte da Califórnia.

## Dimensões
As dimensões da árvore são:
|                                     | Metros   | Pés        |
| Altura acima da base                | 83,8 m   | 274,9 ft   |
| Circunferência ao nível do solo     | 31,3 m   | 102,6 ft   |
| Diâmetro à altura do peito (1,37 m) | 7,7 m    | 25,1 ft    |
| Diâmetro 18 m acima da base         | 5,3 m    | 17,5 ft    |
| Diâmetro 55 m acima da base         | 4,3 m    | 14 ft      |
| Altura do primeiro grande ramo      | 39,6 m   | 130 ft     |
| Extensão média da copa              | 32,5 m   | 106,5 ft   |
| Volume estimado do tronco           | 1 487 m³ | 52 508 ft³ |